# 桃形湖
桃形湖（藏語：ཐའོ་ཞིང་མཚོ།，威利转写：tha'o zhing mtsho，THL：Taozhing Tso）位于中国西藏自治区西部阿里地区改则县境内，地处改则县北部，湖面海拔4700米，湖长3.7公里，最大宽2.1公里，平均宽1.2公里，面积4.4平方公里。